# WTA Tour Championships 1996
Il WTA Tour Championships 1996 è stato un torneo di tennis che si è giocato al Madison Square Garden di New York negli USA dal 18 al 24 novembre su campi in sintetico indoor. È stata la 26ª edizione del torneo di fine anno di singolare, la 21a del torneo di doppio.

## Campionesse

### Singolare
Steffi Graf ha battuto in finale  Martina Hingis con il punteggio di 6–3, 4–6, 6–0, 4–6, 6–0

### Doppio
Lindsay Davenport /  Mary Joe Fernández hanno battuto in finale  Jana Novotná /  Arantxa Sánchez Vicario con il punteggio di 6–3, 6–2